# Karina Batthyány
Karina Batthyány, née le 18 août 1968 à Montévidéo, est une sociologue, professeur d'université et écrivaine uruguayenne. Ses domaines de prédilection sont la protection sociale, les soins et les inégalités de genre.
Diplômée de la faculté de sociologie de l'université de la République, elle a ensuite obtenu un master à l'université catholique d'Uruguay. Elle a effectué des recherches dans les domaines des études de genre, du développement régional et de la sociologie urbaine. En 2003, elle a obtenu un doctorat en sociologie à l'université de Versailles – Saint-Quentin-en-Yvelines. Elle souligne l'importance de rendre visible la pensée des femmes dans le domaine des sciences sociales et dans tous les domaines de travail. Elle plaide pour une culture de l'égalité des sexes, qu'elle promeut dans la vie de tous les jours et sur le lieu de travail.
En mai 2025, Batthyány est considéré comme candidat au poste de recteur de université de la République.